# Marc Berdoll
 (décembre 2016).
Si vous disposez d'ouvrages ou d'articles de référence ou si vous connaissez des sites web de qualité traitant du thème abordé ici, merci de compléter l'article en donnant les références utiles à sa vérifiabilité et en les liant à la section « Notes et références ».
Marc Berdoll, né le 6 avril 1953 à Trélazé, dans l'agglomération d'Angers (Maine-et-Loire), est un footballeur international français.
Il a joué comme attaquant dans les clubs d'Angers SCO, du 1.FC Sarrebruck (RFA), de l'Olympique de Marseille et de l'US Orléans.
Au niveau international, il compte 16 sélections et 5 buts en équipe de France de 1973 à 1979 et 3 sélections en Espoir en 1974 et 1978. Il a notamment participé à la Coupe du monde 1978 en Argentine où il n'a disputé que le dernier match de l'équipe de France dans cette compétition, au premier tour face à la Hongrie (3-1), lors duquel il a marqué un but d'un tir croisé.

## Biographie

### Débuts à Angers
Lors de la saison 1973-1974, Marc Berdoll termine deuxième meilleur buteur du championnat, un but derrière Carlos Bianchi (30 buts marqués), alors attaquant de Reims. Face à Saint-Étienne, il devient même le plus jeune joueur à marquer un quadruplé en championnat (ce record de précocité ne sera battu qu'en 2018 par Kylian Mbappé).
Après un différend avec le président d'Angers en 1976, il rejoint le club allemand de Sarrebruck.

### L'expérience sarroise
Durant le chaud été 1976, l’international Marc Berdoll, âgé de 23 ans, qui a marqué une moyenne de 23 buts par saison lors des trois dernières années, est transféré d’Angers à Sarrebruck pour 440 000 DM, un contrat de deux ans et un salaire mensuel, hors primes, de 15 000 DM. D’origine lorraine et marié à une Lorraine, Marc Berdoll s’installe à Sarreguemines, en Moselle, située à 20 min de route de Sarrebruck. 
Il fait ses débuts en Bundesliga le 14 août 1976, lors de la première journée de la saison, devant 28 500 spectateurs, au Ludwigspark de Sarrebruck, lors de la défaite du FCS face à Bochum (0-1). A Sarrebruck, il découvre le caractère intensif du football allemand : deux séances d’entraînement par jour de deux heures trente chacune, des matches rythmés et physiques où les défenseurs sont impitoyables. 
Marc Berdoll a du mal à digérer. Il peine. Il marque pourtant son premier but lors de son second match, le 21 août 1976 à Dortmund (défaite 1-2). Ensuite, il ne marquera plus. Son entraîneur, Slobodan Cendic, le lui reproche. En fait, Marc Berdoll ne parle pas la langue et ne comprend pas les consignes. De plus, il doit assimiler les contraintes collectives en vigueur en Allemagne. Il se replie sur lui-même, devient méfiant et perd sa confiance. 
Le 16 octobre 1976, Sarrebruck est battu 0-3 par Essen en 32e de finale de la coupe d’Allemagne. L’entraîneur Cendic avait laissé Marc Berdoll sur la touche et appelé ses propres compatriotes Spasovki et Acimovic. L’attaque n’en tourne pas mieux pour autant. En première mi-temps, elle ne se créée que deux occasions  de buts par Traser et Acimovic qui tirèrent tous deux à côtés. 
Le public se fâcha et demanda le départ de Cendic et le retour de Berdoll. Le président prit alors le parti des 25 000 spectateurs du Ludwigspark et demanda à son entraîneur de faire entrer Berdoll en seconde mi-temps, ce qui fut fait mais n’empêcha pas le 0-3. « L’affaire Berdoll-Cendic » n’était pas terminée mais, depuis ce samedi là, les actions de l’ex-Angevin étaient à la hausse… Deux jours après, Cendic était limogé.
Marc Berdoll reprit alors espoir. On ne lui avait peut-être pas donné réellement sa chance jusqu’ici. Mais il n’est pas long à se rendre compte que l’arrivée du nouveau responsable technique, Manfred Krafft, ancien joueur et entraîneur de Düsseldorf, ne va rien changer à l’affaire. Pire même. « Krafft a ramené avec lui un avant-centre qu’il connaissait bien, Harry Ellbracht » indique simplement Marc Berdoll. A quatre reprises, entre le 30 octobre et le 20 novembre 1976, les deux hommes sont alignés ensemble et tous deux ne marquent aucun but. Pourtant, en ce 20 novembre, c’est Berdoll que sort l’entraîneur Krafft à une demi-heure de la fin et non l’ancien joueur de Bochum. 
Ainsi c’est Berdoll qui va devoir jouer les doublures. Il ne joue plus ou est mis en balance avec Peter Hayduk. Ellbracht joue tous les matches retour, inscrivant 9 buts, dont celui du maintien, Marc aucun. À la fin des matches retours, Berdoll a perdu ses dernières illusions, ne jouera pratiquement plus et attendra que la fin de saison lui donne la possibilité de revenir dans son pays. Sa dernière sortie, à deux journées de la fin, le 7 mai 1977, est totalement anecdotique, lorsqu’il rentre à cinq minutes de la fin au Ludwigspark face à l’ex-futur champion Mönchengladbach. Personne au FCS ne semble s’être vraiment interrogé sur le gâchis annoncé, un joueur – un buteur né – qui peine à apprendre la langue donc à s’adapter pour trouver les moyens de renouer avec son efficacité, ses 23 buts de moyenne par saison, le trésor dont le FCS avait pourtant bien besoin au milieu d’une faillite avant tout collective.
« J’ai gâché un an en jouant à Sarrebruck. Je le reconnais, c’était une erreur » explique Marc. « J’ignorais tout du football allemand, de sa dureté, de sa discipline, de ses contraintes. Je n’étais vraiment pas fait pour m’y adapter et y réussir. Si je m’étais imposé véritablement j’aurais été un titulaire indiscutable. Or, je n’ai fait que huit matches pleins et huit autres comme douzième homme. C’est donc que je ne m’étais pas adapté complètement à ce genre de football physique. De plus, il y avait la barrière du langage qui m’a joué des tours. Difficile de se faire comprendre de ses partenaires et incapable de saisir tout ce qu’ils pouvaient dire » confiait-il, résigné (France-Football, 9 août 1977) alors qu’il venait pourtant de renouer avec la réussite, marquant le quatrième but de la victoire de Marseille face à Sochaux.
L’Allemagne avait pourtant mûri Marc Berdoll. Il y abandonna quelques-unes de ses illusions mais s’y était forgé le caractère à la dure école de la vie. Transféré de Sarrebruck à Marseille pour 300 000 DM, il y marquera 20 buts lors de sa première saison et disputera la phase finale du Mundial 78. La même année, Sarrebruck sera relégué de la Bundesliga. Aujourd’hui, Marc Berdoll, vit à Saint-Avold, en Moselle, à 25 min de Sarrebruck. Joueur réputé rapide, vif, opportuniste et travailleur, Marc Berdoll aura marqué 102 buts en 1re division, dont un en Bundesliga, et un en phase finale de coupe du monde.

### L'Olympique de Marseille
Le 1er octobre 1977, lors d'un match de championnat de France à Bordeaux, Marc Berdoll fracture la jambe de Daniel Jeandupeux avec un tacle violent qui mettra fin à sa carrière, lors du match qui est resté, jusqu'au début 2022, la dernière victoire de l'OM à Bordeaux.

## Carrière
- Foyer de Trélazé
- 1968-76 :  S.C.O. Angers
- 1976-77 :  Sarrebruck
- 1977-80 :  O. Marseille
- 1980-82 :  S.C.O. Angers
- 1982 :  Amiens SC
- 1982-85 :  U.S. Orléans
- 1985-87 :  L'Hopital[2]

## Palmarès

### En club
- Champion de France de Division 2 en 1976 avec Angers

### En équipe de France
- 16 sélections et 5 buts entre 1973 et 1979
- Participation à la Coupe du Monde en 1978 (Premier Tour)

### Distinction personnelle
- Meilleur buteur de Division 2 en 1976 (25 buts) avec Angers